# 現代の日本における軍事衝突一覧
現代の日本における軍事衝突一覧（げんだいのにほんにおけるぐんじしょうとついちらん）は、1945年以降の戦後昭和時代から現在に至るまでの軍事衝突の一覧である。
- 過去に日本で起こった戦闘や合戦は日本の合戦一覧を参照。
- 大日本帝国で起こった戦闘や合戦は大日本帝国の戦闘一覧を参照

## 軍事衝突一覧

### 昭和（1945年以後）
- 1952年（昭和27年）5月1日 - 血のメーデー事件（ちのメーデー　皇居外苑）
- 1952年（昭和27年）5月8日 - ラズエズノイ号事件（ラズエズノイごう　宗谷海峡）
- 1966年（昭和41年）6月11日 - 日大紛争（にちだい　日本大学）
- 1966年（昭和41年）6月22日 - 三里塚闘争（さんりづか　千葉県成田市三里塚）
  - 1971年（昭和46年）2月22日 - 強制代執行阻止闘争（きょうせいだいそし 千葉県成田市）
    - 1971年（昭和46年）2月22日 - 第一次強制代阻止闘争（だいいちじきょうせいだいそし　千葉県成田市）
    - 1971年（昭和46年）9月16日 - 第二次執行代阻止闘争（だいにじきょうせいだいそし　千葉県成田市）

  - 1971年（昭和46年）9月16日 - 東峰十字路事件（とうほうじゅうじろ　千葉県成田市東峰）
  - 1977年（昭和52年）5月8日 - 東山事件（ひがしやま　千葉県山武郡芝山町）
  - 1977年（昭和52年）5月9日 - 芝山町長宅前臨時派出所襲撃事件（しばやまちょうちょうたくまえしゅうげき　千葉県山武軍芝山町）
  - 1978年（昭和53年）3月26日 - 成田空港管制塔占拠事件（なりたくうこうかんせいとうせんきょ　千葉県成田市）
  - 1987年（昭和62年）1月14日 - 1.14機動隊襲撃事件（1.14きどうたいしゅうげき　千葉県山武郡芝山町）
- 1996年（昭和41年）11月24日 - 明大紛争（めいだい　明治大学）
- 1967年（昭和42年）10月8日 - 羽田事件（はねだ　東京都大田区）
  - 1967年（昭和42年）10月8日 - 第一次羽田闘争（だいいちじはねだ　東京都大田区）
  - 1967年（昭和42年）11月12日 - 第二次羽田闘争（だいにじはねだ　東京都大田区）
- 1968年（昭和43年） - 全学共闘会議（ぜんがくきょうとうかいぎ）
  - 1968年（昭和43年）1月 - 東大紛争（とうだい　東京大学）
    - 1969年（昭和44年）1月18日 - 東大安田講堂攻防戦（とうだいやすだこうどう　東京大学安田講堂）

  - 1968年（昭和43年）5月23日 - 日大紛争
- 1968年（昭和43年）1月17日 - 佐世保エンタープライズ寄港阻止闘争（させぼエンタープライズきこうそし　米軍佐世保基地）
- 1968年（昭和43年）6月21日 - 神田カルチェ・ラタン闘争（かんだカルチェ・ラタン　東京都神田駿河台）
- 1971年（昭和46年）2月22日 - PBM作戦（PBM）
- 1971年（昭和46年）7月31日 - 加賀市沖不審船事件（かがしおきふしんせん）
- 1985年（昭和60年）4月25日 - 日向灘不審船事件（ひゅうがなだふしんせん）[1]

### 平成
- 1992年（平成4年）9月23日 - 自衛隊カンボジア派遣（カンボジア）
- 1999年（平成11年）3月23日 - 能登半島沖不審船事件（のとはんとうおきふしんせん　能登半島沖海域）
- 2001年（平成13年）9月11日 - 対テロ戦争（たいテロ）
  - 2001年（平成13年）11月 - 自衛隊インド洋派遣（じえいたいインドようはけん　インド洋）
  - 2003年（平成15年）12月15日 - 自衛隊イラク派遣（じえいたいイラクはけん　イラク）
- 2001年（平成13年）12月22日 - 九州南西海域工作船事件（きゅうしゅうなんせいかいいきこうさくせん　九州南西海域）
- 2010年（平成22年）9月7日 - 尖閣諸島中国漁船衝突事件（せんかくしょとうちゅうごくぎょせんしょうとつ　沖縄県尖閣諸島）[2]